# Антоніо Корнаккіоне
Антоніо Корнаккіоне (італ. Antonio Cornacchione) (народився 15 липня 1959 року у Монтефальконе-нель-Санніо) — італійський комік і актор.

## Біографія
Брав участь у телешоу Адріано Челентано «Рок-політик» (2005) і «La situazione di mia sorella non e buona» (2007).

## Фільмографія
- All Stars, телесеріал (2010)
- Faccio un salto all'Avana (2011)
- Bar Sport (2011)